# Flaga
A Flaga Group egy PB gázszolgáltató, központja Ausztriában, Leobendorfban van. A Flaga Európa vezető gázszolgáltatói közé sorolható. A Flaga 11 országban van jelen: Ausztria, Szlovákia, Románia, Svédország, Csehország, Magyarország, Svájc, Dánia, Finnország, Lengyelország és Norvégia és tagja az UGI International csoportnak.

## Története
1947 novemberében Adolf Bauer főzésre és fűtésre alkalmas PB-gázt forgalmazó céget alapított. FLAGA-nak nevezte, amely a német „Flaschengas” (palackos gáz) szóból ered. A kis anyagi kerettel rendelkező cég elkezdett fejlődni, elsősorban ipari PB-gáz felhasználásra értékesítette gázpalackjait. Akkoriban a cég a PB-gázt vasúti tartálykocsikkal szállította és manuálisan töltötte. Az 50-es évek gazdasági fejlődésének köszönhetően népszerű lett a palackosgáz a háztartásokban és a kereskedelmi szférában is, így egy új piacot nyitva meg a vállalkozás számára. 
1999-ben a FLAGA GmbH része lett az UGI Corporation-nek, egy vezető energiaszolgáltatónak az Amerikai Egyesült Államokban. 2006-ban a FLAGA megvásárolta a Progas Austriát Magyarországon, majd 2010-ben a magyarországi Shell gázt is. A legutóbbi felvásárlás 2015-ben történt, amikor a FLAGA megvásárolta a magyarországi Totál Gázt.

## Szolgáltatásai
A FLAGA a magán- és jogi személyek gázszolgáltatója. Országos lefedettséggel rendelkező vállalatként Magyarország területén bárhol hozzáférhetővé teszik a tartályos gázok felszerelését, illetve a PB-gáz kiszállítását.
A PB-gáz felhasználási területe sokrétű: mezőgazdaságban, kis- és nagyiparban, szállodák/éttermekben és háztartásokban is.